# Mokrzyca Kitaibela
Mokrzyca Kitaibela, mokrzyca modrzewiolistna (Minuartia laricifolia subsp.kitaibelii (Nyman) Mattf.) – podgatunek mokrzycy Minuartia laricifolia, w polskich opracowaniach traktowany jako odrębny gatunek – Minuartia kitaibelii (Nyman) Pawł.). Występuje w Karpatach oraz wschodniej części Alp. W Polsce występuje w Tatrach i Pieninach.

## Morfologia
PokrójRoślina luźnokępkowa, osiągająca wysokość do 20 cm. Tworzy 2 rodzaje pędów: rozesłane płożące się pędy płonne oraz podnoszące się łodygi kwiatowe.
LiścieUlistnienie nakrzyżległe, liście równowąskie i nieco odgięte.
ŁodygaPłożąca się lub podnosząca, szorstko owłosiona, nierozgałęziona.
KwiatyWyrastają pojedynczo, lub po kilka na szczycie łodygi. Szypułki kwiatowe krótko owłosione i bez gruczołów. Kwiaty mają 5 białych, całobrzegich płatków korony o długości 9–12 mm. Kielich walcowaty, o tępych działkach dużo krótszych od płatków korony. Wewnątrz korony 1 słupek z 3 szyjkami, i 10 pręcików.
OwocPękająca 3 klapami torebka. Zawiera ok. 30 nasion posiadających grzebień dużych brodawek na brzegu.

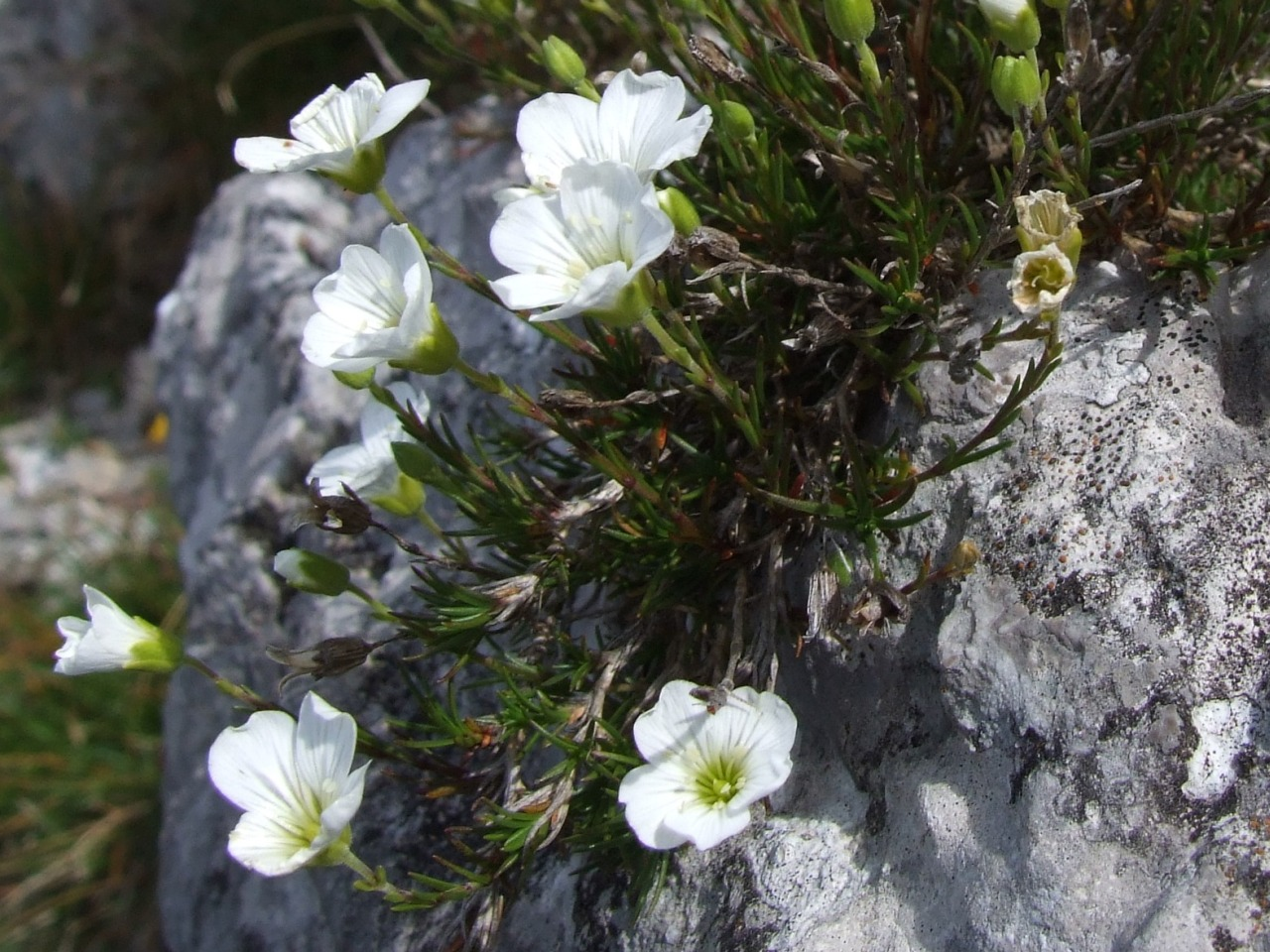
Pokrój
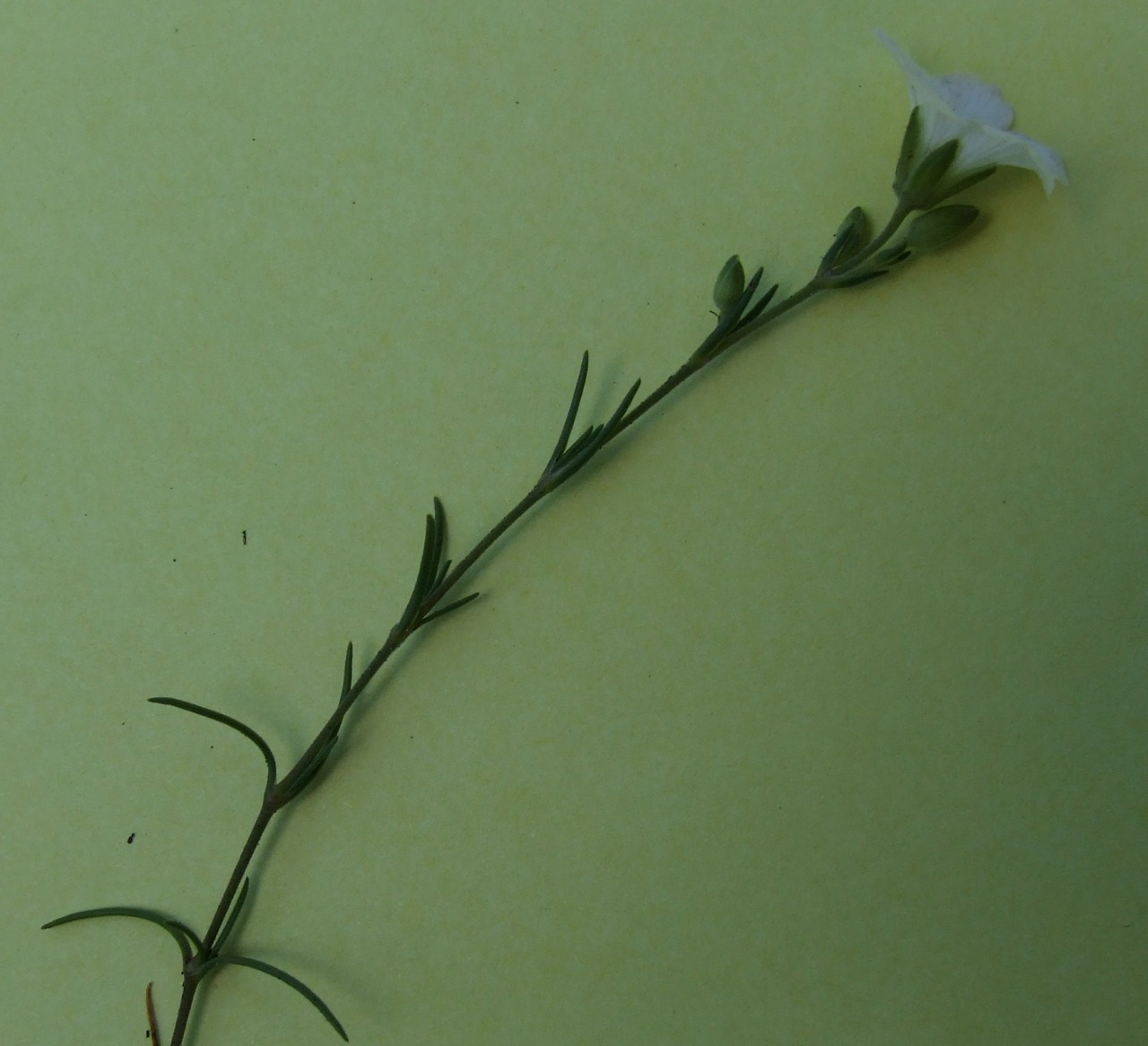
Pęd
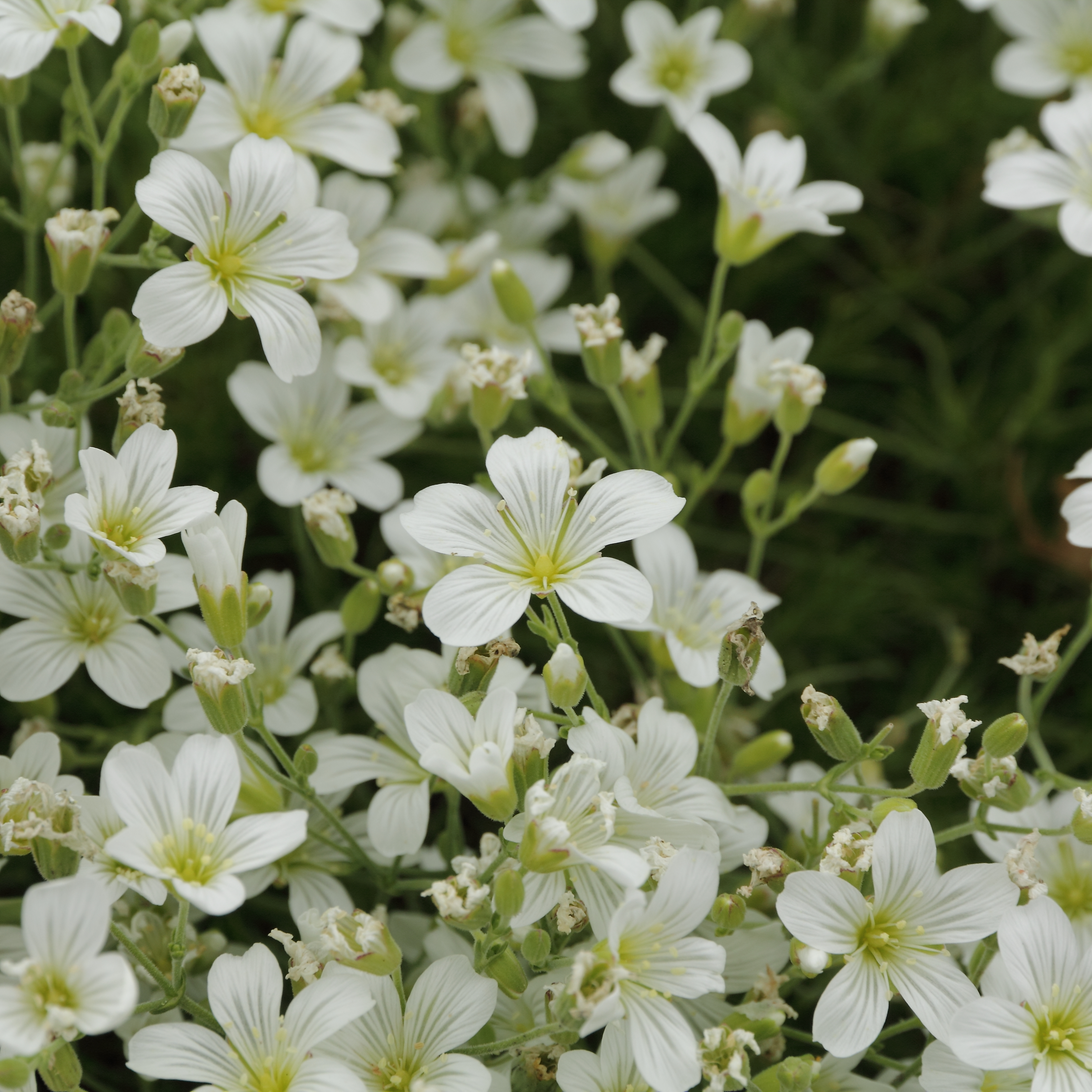
Kwiaty

## Biologia i ekologia
RozwójBylina, hemikryptofit. Kwitnie od czerwca do sierpnia.
SiedliskoWystępuje wyłącznie na wapiennym podłożu: na skałach, piargach, murawach naskalnych i żwirowiskach rzecznych, głównie w reglu dolnym i górnym, ale z rzadka spotkać ją można również w piętrze kosodrzewiny.